# 伯尼·麥克秀
《伯尼·麥克秀》（英語：The Bernie Mac Show，或記作）是一部美國電視情境喜劇，由賴瑞·威爾墨爾創作，伯尼·麥克主演，2001年11月4日至2006年4月14日在Fox播出，共五季。
《伯尼·麥克秀》贏得一座皮博迪獎、人道獎、艾美獎和三座有色人种进步协会形象奖。

## 外部連結
- epguides.com上《伯尼·麥克秀》的資料
- 互联网电影数据库（IMDb）上《伯尼·麥克秀》的资料（英文）